# リリー・ブリッジ
リリー・ブリッジ (Lillie Bridge) は、かつてイギリス、ロンドンに存在したスポーツグラウンド。テムズ川に最初に架けられた橋ハマースミス橋の、チェルシーのホームグラウンド、スタンフォード・ブリッジの近くにあった。
1869年開設。元々はサイクリングトラックがあったり運動を行うために有名なスタジアムだった。体操のアマチュアクラブ等が本拠地にしていた。体操では1876年にマーシャル・ブルックスという選手が高跳びで世界記録（当時）を作った。そのときには12000人の観客が集まったという。1871年ミドルセックス郡のクリケットチームが使用してからはクリケットやサッカーのスタジアムになった。ワンダラーズFCも本拠地として使用していた。第2回FAカップの決勝戦を行った。
1887年9月8日に暴徒と化した群衆と警官との間でのトラブルにより炎上。特別観客席とトラックが破壊されてからは使われなくなり、1888年、完全に閉鎖された。
現在跡地には駐車場と市場が建っている。